# Castello di Montalbo
Il castello di Montalbo è un castello situato nell'omonimo borgo, frazione del comune italiano di Ziano Piacentino, in provincia di Piacenza. L'edificio è situato in posizione dominante nella valle del torrente Lora.

## Storia
Nel 1138 il castello e il territorio di Montalbo erano divisi in due feudi: di una parte era stato investito Marco da Pecorara da parte dei consoli di Piacenza, mentre la rimanente parte dipendeva da Grintorto. Nella seconda metà del XII secolo il castello passò di mano tra varie famiglie: i Petradueria, i Da Pecorara e i Seccamelica. Il 29 luglio 1215 l'edificio resistette all'incursione di truppe pavesi 25 dei quali vennero fatti prigionieri, conquistando anche tre vessilli.

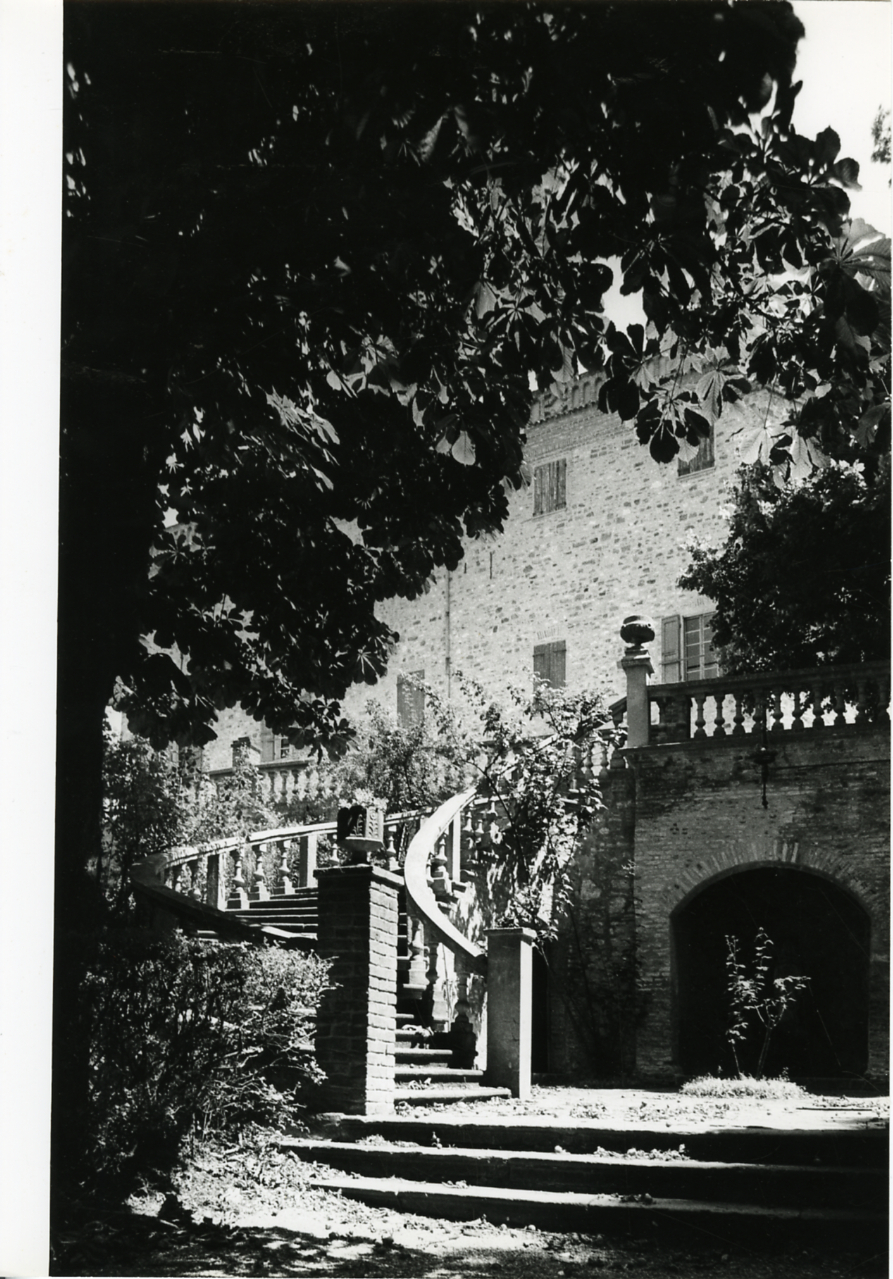
Scorcio del castello

Dal 1239 passò dai Da Pecorara, poi alla Santa Sede e al comune di Piacenza che nel 1377, secondo quanto riportato da documenti contenuti nel Registrum Magnum, lo infeudò ai figli di Antonio Landi. Durante il dominio visconteo fu affidato a Filippo Confalonieri. Il castello venne distrutto nel 1516 dai Dal Verme.
Negli ultimi anni del XVI secolo il conte Orazio Scotti ottenne l'investitura del castello e dei possedimenti situati nella zona ad opera di Ranuccio I Farnese. Nel 1674 accanto al castello venne realizzata, su iniziativa del marchese Giovanni Scotti, la chiesa di san Cristoforo, per la cui costruzione furono utilizzati materiali di risulta derivanti dal non lontano castello di Seminò.
Nel XIX secolo l'edificio entrò a far parte dei beni della famiglia Guastoni, per passare negli anni immediatamente successivi ai Mascaretti e, ancora, agli Scotti. In quegli anni venne anche adibito a residenza estiva del seminario di Piacenza.

## Struttura
L'edificio è interamente costruito in pietra e presenta una particolare pianta esagonale. Anche l'ingresso è inusuale, collocato alla base del torrione. Il rifacimento cinquecentesco viene per tradizione attribuito al Vignola. Grazie alla cura dei proprietari, l'edificio si trova in ottimo stato di conservazione.